# Ride Lonesome
Ride Lonesome is een Amerikaanse western uit 1959 onder regie van Budd Boetticher.

## Verhaal
De premiejager Ben Brigade heeft de gezochte moordenaar Billy John gevangen. Hij reist met Billy John naar Santa Cruz om hem aan de autoriteiten uit te leveren. Onderweg leren ze de bevallige Carrie Lane en de deserteurs Sam Boone en Whit kennen. Hun tocht is niet zonder gevaren.

## Rolverdeling
| Acteur          | Personage   |
| --------------- | ----------- |
| Randolph Scott  | Ben Brigade |
| Karen Steele    | Carrie Lane |
| Pernell Roberts | Sam Boone   |
| James Best      | Billy John  |
| Lee Van Cleef   | Frank       |
| James Coburn    | Whit        |